# Regionalna Dyrekcja Lasów Państwowych w Toruniu

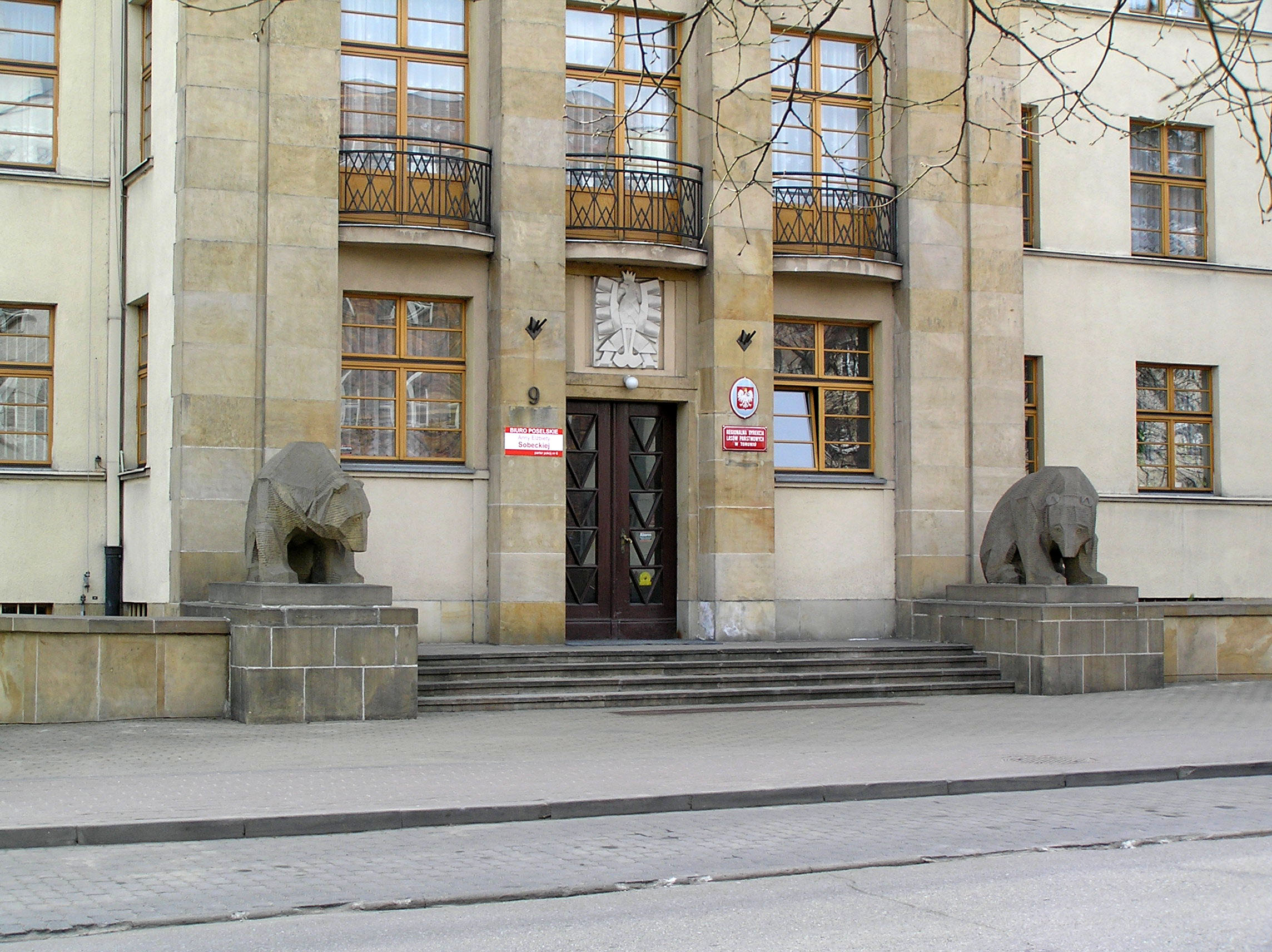
Wejście do siedziby RDLP

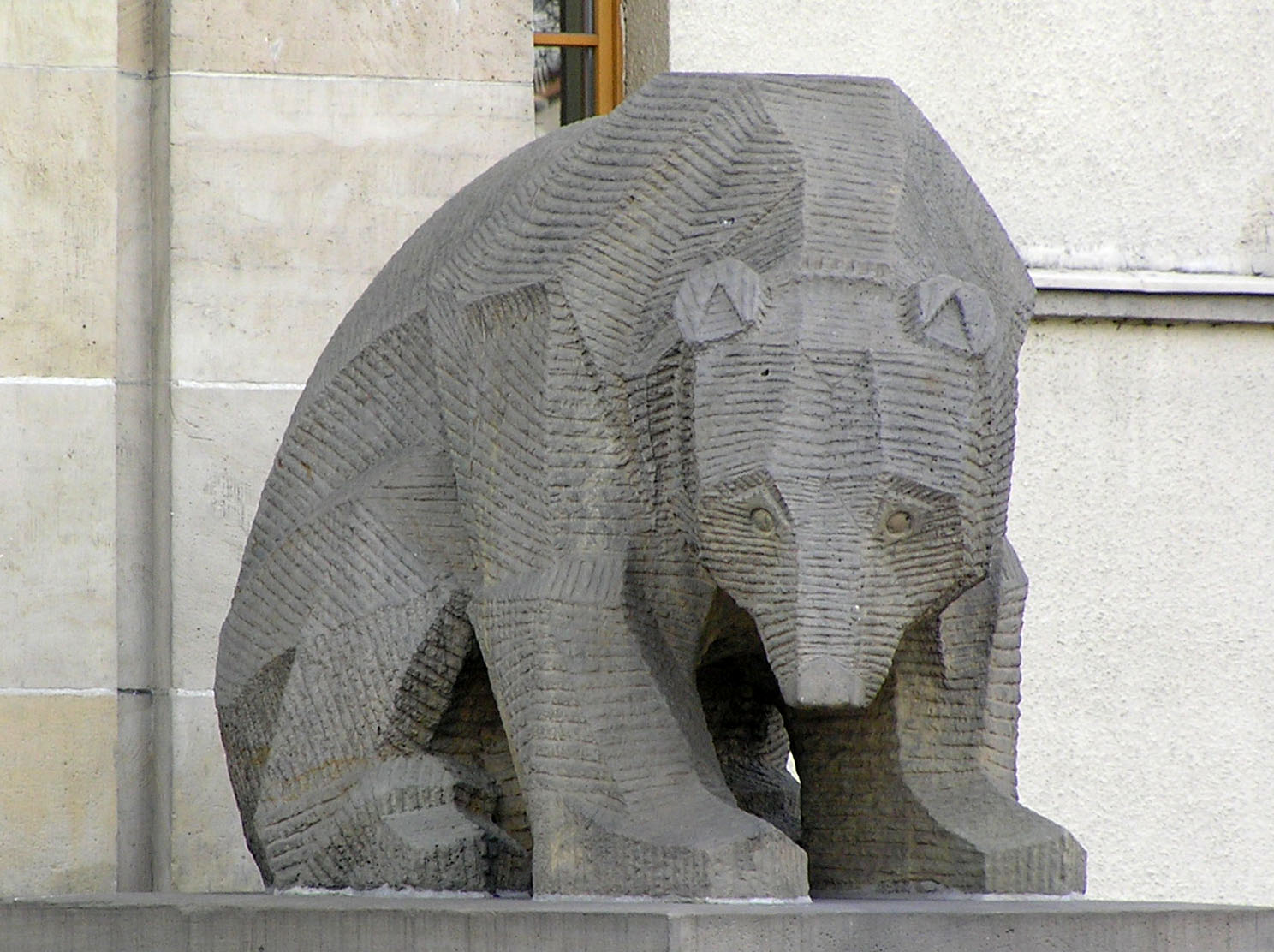
Rzeźba niedźwiedzia po stronie prawej przed siedzibą RDLP autorstwa Ignacego Zelka

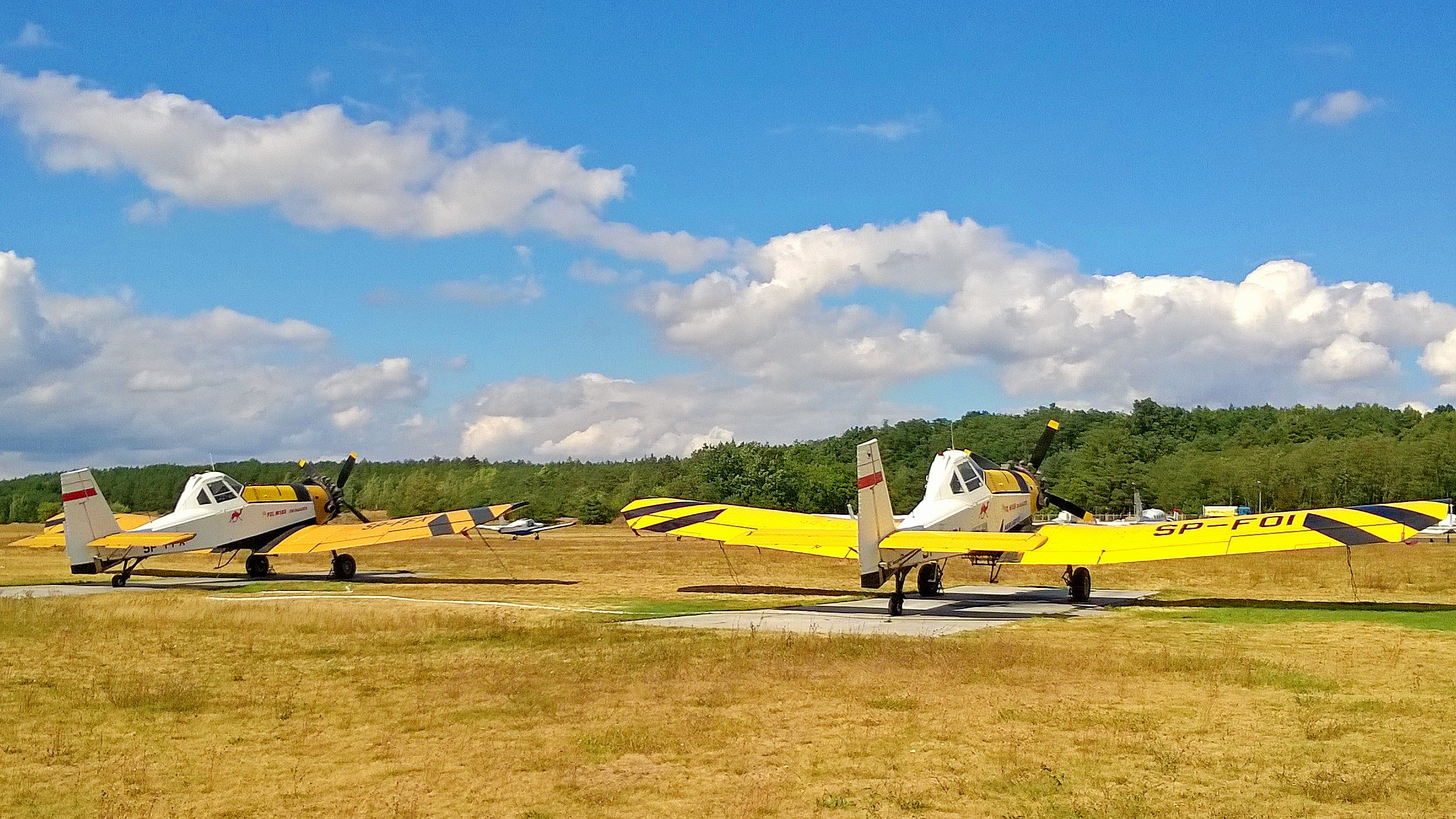
Leśna Baza Lotnicza RDLP na terenie Aeroklubu Pomorskiego w Toruniu

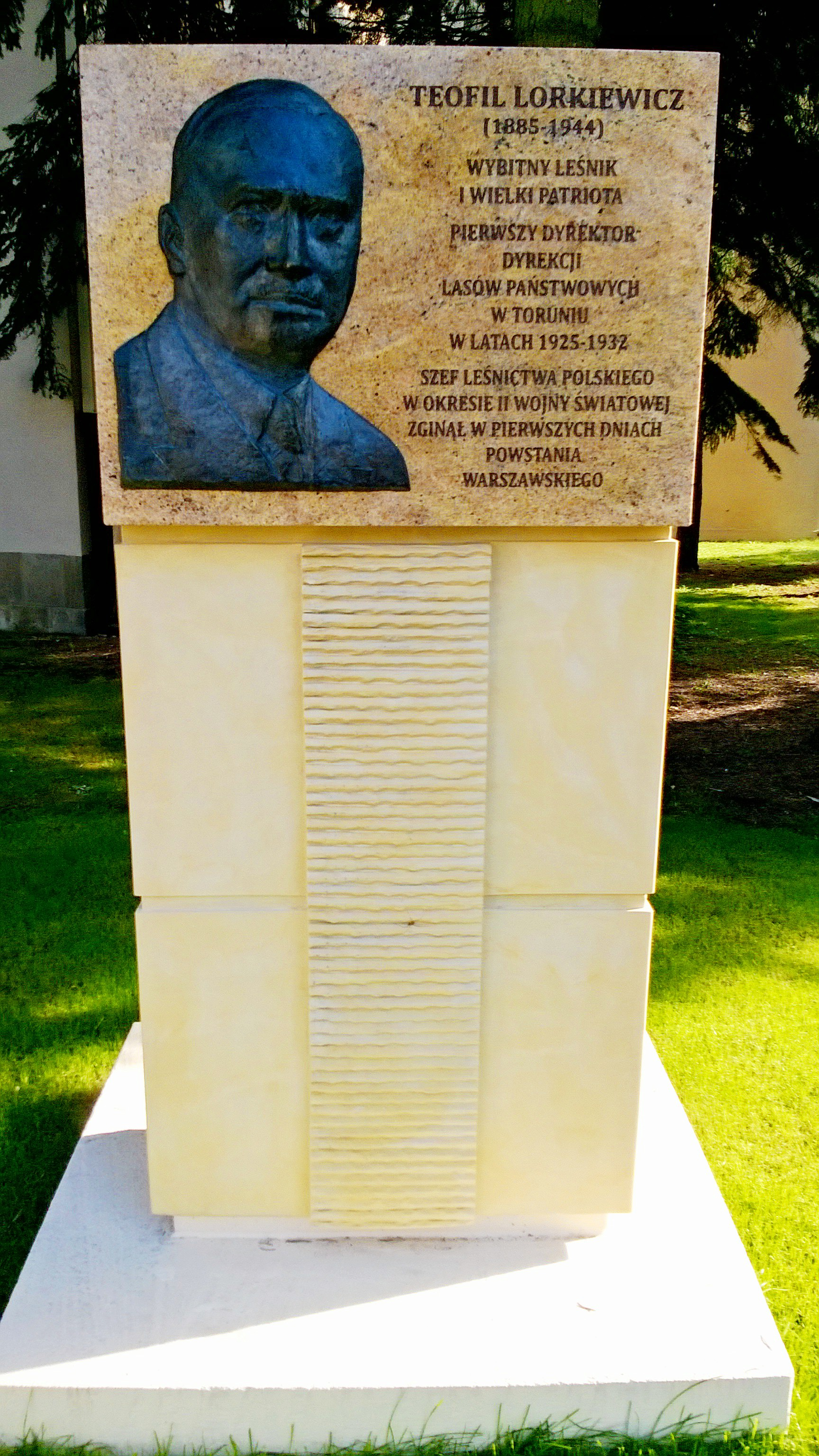
Obelisk poświęcony Teofilowi Lorkiewiczowi - pierwszemu dyrektorowi Dyrekcji Lasów Państwowych w Toruniu (1925-1932)

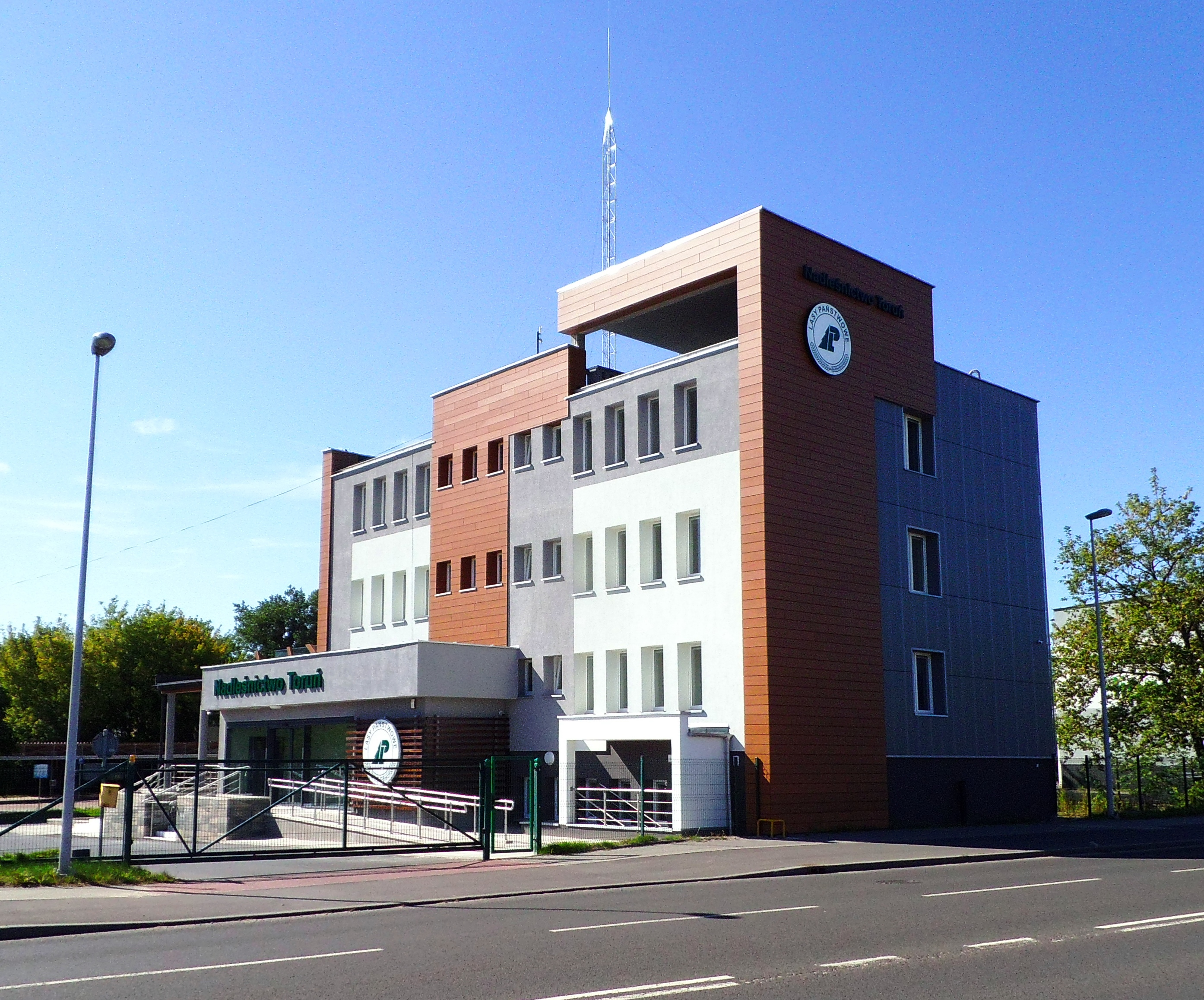
Siedziba Nadleśnictwa Toruń

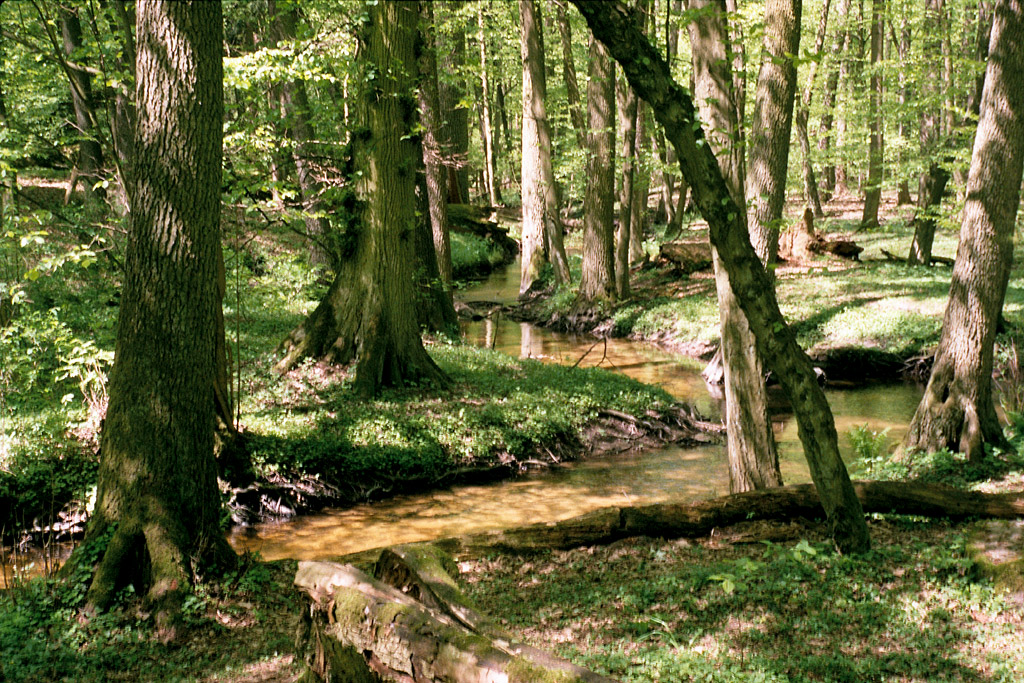
Rezerwat przyrody Las Piwnicki na terenie Nadleśnictwa Toruń

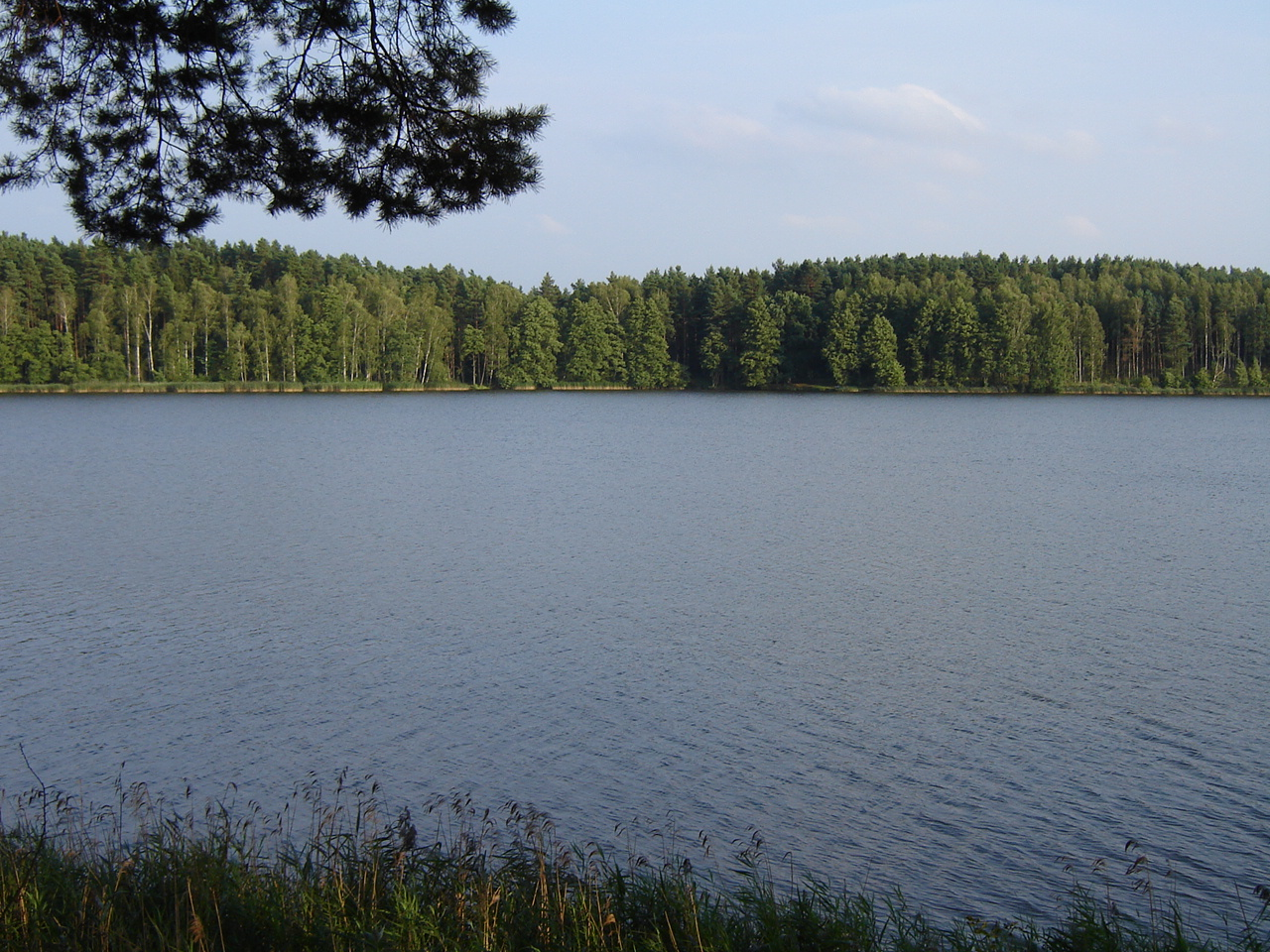
Wdecki Park Krajobrazowy, Jezioro Mukrz w Tleniu

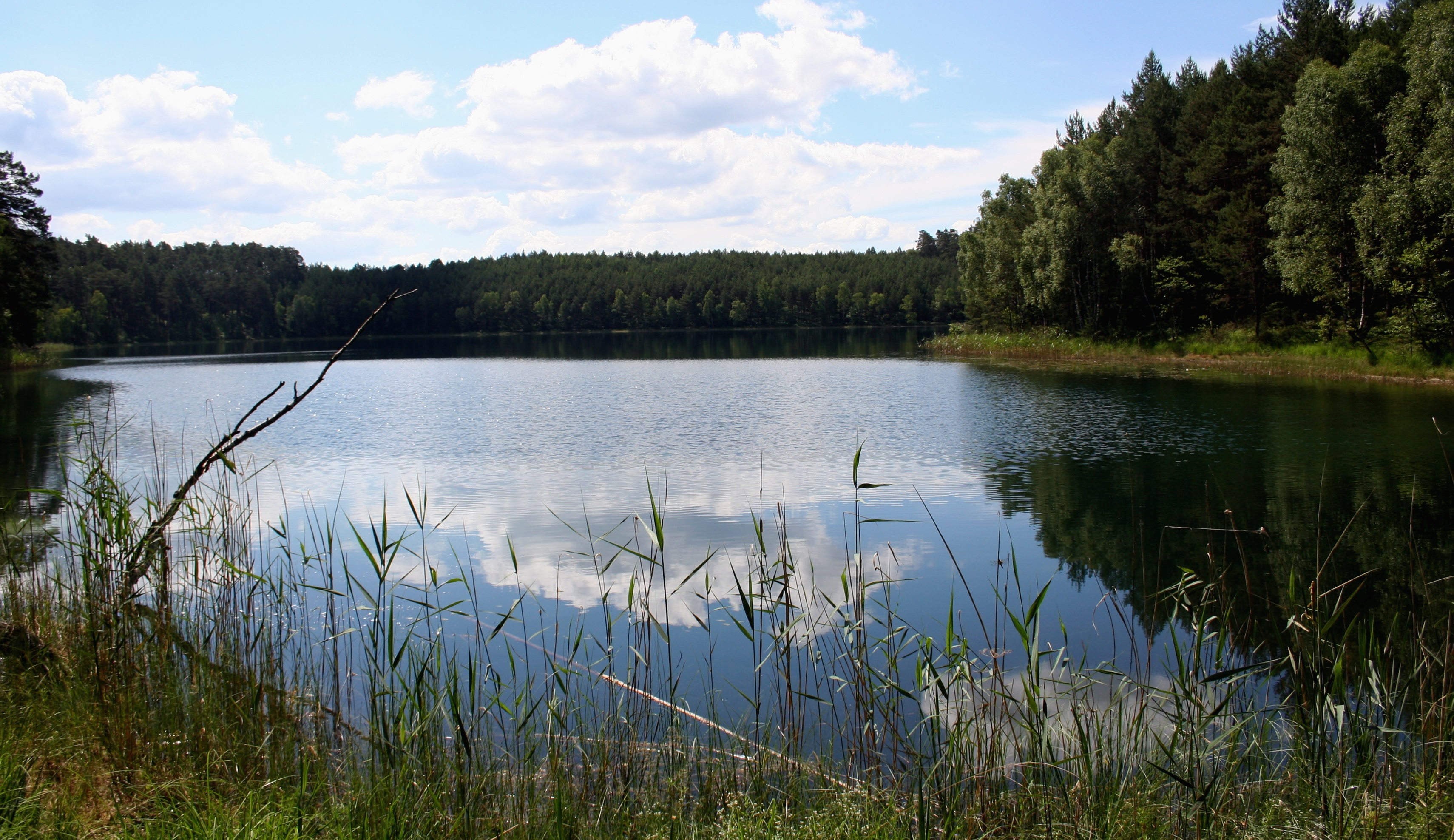
Zaborski Park Krajobrazowy, Jezioro Nawionek

Regionalna Dyrekcja Lasów Państwowych w Toruniu – jedna z 17 Regionalnych Dyrekcji Lasów Państwowych w Polsce. Obejmuje swym zasięgiem lasy regionu kujawsko-pomorskiego o powierzchni 432 658 ha na obszarze ogółem 456 717 ha. Główne kompleksy leśne zlokalizowane są na terenie województwa kujawsko-pomorskiego i w południowej części województwa pomorskiego wzdłuż rzeki Wisły, Noteci, Brdy i Drwęcy. Wśród nich wielkością i zwartością wyróżniają się Bory Tucholskie, Puszcza Bydgoska i Lasy Gostynińsko-Włocławskie.

## Położenie
Według regionalizacji przyrodniczo-leśnej RDLP w Toruniu obejmuje tereny położone:
- w III Krainie Wielkopolsko-Pomorskiej w dzielnicach:
  - Borów Tucholskich,
  - Pojezierza Krajeńskiego,
  - Pojezierza Chełmińsko-Dobrzyńskiego,
  - Kotliny Toruńsko-Płockiej
  - Niziny Wielkopolsko-Kujawskiej
- w niewielkiej, południowej części I Krainy Bałtyckiej w dzielnicy:
  - Pojezierza Iławsko-Brodnickiego

## Historia
Dyrekcja Lasów Państwowych w Toruniu została utworzona 1 lutego 1925 roku razem z dziewięcioma innymi dyrekcjami i należy do jednych z najstarszych dyrekcji w Polsce. W momencie utworzenia obejmowała swym zasięgiem lasy pomorskie, należące wcześniej do dóbr byłej dzielnicy pruskiej. Powierzchnia wynosząca 184 tys. ha została podzielona na 35 nadleśnictw. W roku 1932 wskutek likwidacji sąsiedniej dyrekcji w Bydgoszczy, do granic RDLP w Toruniu zostało włączonych 19 dodatkowych nadleśnictw przede wszystkich z obszaru Borów Tucholskich. W tym momencie powierzchnia pozostająca we władaniu dyrekcji wynosiła ok. 400 tys. ha.
W okresie przed II wojną światową na skutek wielu zmian organizacyjnych, kilkakrotnie zmieniał się zasięg terytorialny dyrekcji. W 1936 roku dyrekcja została przekształcona w Okręg Pomorski z siedzibą Dyrekcji Lasów Państwowych w Toruniu.
W czasie drugiej wojny światowej zarząd nad dyrekcją przejęła administracja niemiecka. Rabunkowa gospodarka tego zarządu, spowodowała duże straty w zasobach leśnych wynoszące ok. 41 tys. ha powierzchni lasów.
W lutym 1945 roku rozpoczęto prace mające na celu odbudowę i organizację Dyrekcji Lasów Państwowych w Toruniu. Po tym okresie nastąpiło jeszcze wiele zmian strukturalnych powodujących m.in. zmianę powierzchni i liczbę nadleśnictw. Ostatnia zmiana nastąpiła w roku 1991. Wówczas została utworzona Regionalna Dyrekcja Lasów Państwowych w Toruniu.

## Dyrektorzy
Dyrektorzy RDLP w Toruniu:
- Teofil Lorkiewicz (1925–1931)[1]
- Józef Zagórski (1931–1934)[1]
- Władysław Chwalibogowski (1934–1939)[1]
- Mieczysław Niezabitowski (1945–1948)[1]
- Stefan Jabłoński (1948–1950)[1]
- Franciszek Kryczko (1950)[1]
- Wilhelm Jankowski (1950–1961)[1]
- Stefan Niedzielski (1961–1981)[1]
- Zygfryd Kowalski (1982–1990)[1]
- Grzegorz Majchrzak (1991–1992)[1]
- Janusz Kaczmarek (1992–1994, 1997–2001, 2005–2018)[1]
- Wojciech Wieciński (1994–1997, 2001–2002)[1]
- Feliks J. Czajkowski (2002–2005)[1]
- Bartosz Bazela (2018–2022)[1][2]
- Jarosław Molendowski (2022–2023)[3]
- Bartosz Pewniak (2023–2024)[4][5]
- Włodzimierz Pamfil (od 2024)[6]

## Charakterystyka
Najliczniej występującym rodzajem lasu na terenach RDPL w Toruniu jest bór sosnowy reprezentowany głównie przez bór świeży. Gatunkiem dominującym jest sosna (86%). Poza tym można spotkać brzozę, dąb, świerki, olchy i buki.

## Nadleśnictwa
Obszar RDLP w Toruniu został podzielony na 27 nadleśnictw:
| - Brodnica - Bydgoszcz - Cierpiszewo - Czersk - Dąbrowa - Dobrzejewice - Gniewkowo - Golub-Dobrzyń - Gołąbki | - Jamy - Lutówko - Miradz - Osie - Przymuszewo - Różanna - Runowo - Rytel - Skrwilno | - Solec Kujawski - Szubin - Toruń - Trzebciny - Tuchola - Włocławek - Woziwoda - Zamrzenica - Żołędowo |

## Ochrona przyrody
Obszar leżący w granicach Regionalnej Dyrekcji Lasów Państwowych w Toruniu charakteryzuje się nieprzeciętnymi wartościami przyrody. W celu zachowania tych walorów przyrodniczych, znaczna powierzchnia lasów została objęta różnymi formami ochrony przyrody.

### Parki krajobrazowe
- Brodnicki Park Krajobrazowy
- Gostynińsko-Włocławski Park Krajobrazowy
- Górznieńsko-Lidzbarski Park Krajobrazowy
- Krajeński Park Krajobrazowy
- Nadgoplański Park Tysiąclecia
- Tucholski Park Krajobrazowy
- Wdecki Park Krajobrazowy
- Zaborski Park Krajobrazowy
- Zespół Parków Krajobrazowych nad Dolną Wisłą:
  - Chełmiński Park Krajobrazowy
  - Park Krajobrazowy Góry Łosiowe
  - Nadwiślański Park Krajobrazowy

### Rezerwaty przyrody
| - Augustowo - Bachotek - Bagna nad Stążką - Bagno Głusza - Bagno Grzybna - Bagno Mostki - Bagno Stawek - Balczewo - Bobrowisko - Borek - Bór Chrobotkowy - Bór Wąkole im. prof. Klemensa Kępczyńskiego - Brzęki im. Zygmunta Czubińskiego - Buczyna - Cisy nad Czerską Strugą - Cisy Staropolskie im. Leona Wyczółkowskiego - Czapliniec Koźliny - Czapliniec Ostrowo - Czarny Bryńsk - Dębice - Dęby Krajeńskie - Długi Bród - Dolina Osy - Dolina Rzeki Brdy - Dury - Dziki Ostrów - Gaj Krajeński - Gościąż - Góra św. Wawrzyńca - Grabowiec - Grocholin - Grodno - Hedera - Jamy | - Jar Brynicy - Jar Grądowy Cielęta - Jazy - Jelenia Góra im. Kazimierza Szlachetko - Jeziorka Kozie - Jezioro Ciche - Jezioro Fletnowskie - Jezioro Łyse - Jezioro Małe Łowne - Jezioro Piaseczno - Jezioro Zdręczno - Kociołek - Kręgi Kamienne - Kruszyn - Kulin - Kuźnica - Las Mariański - Las Minikowski - Las Piwnicki - Linje - Lutowo - Łabędź - Łażyn - Łęgi na Ostrowiu Panieńskim - Martwe - Mętne - Miedzno - Mieliwo - Mierucinek - Mięcierzyn - Mszar Płociczno - Nadgoplański Park Tysiąclecia - Nawionek - Okalewo | - Okonek - Olszyny Rakutowskie - Osiny - Ostnicowe Parowy Gruczna - Ostrowy nad Brynicą - Ostrów koło Pszczółczyna - Ostrów Panieński - Piecki - Płutowo - Przełom Mieni - Rejna - Reptowo - Retno - Rogóźno Zamek - Różanna Dęby - Stary Zagaj - Stręszek - Szumny Zdrój - Tarkowo - Tomkowo - Torfowisko Mieleńskie - Uroczysko Koneck - Uroczysko Piotrowice - Ustronie - Wąwelno - Wielka Kępa - Wójtowski Grąd - Wronie - Wyspa na Jeziorze Partęczyny Wielkie - Zbocza Płutowskie - Źródła Rzeki Stążki - Źródła Gąsawki - Żurawie Bagno |

### Rezerwat biosfery
- Rezerwat biosfery Bory Tucholskie

### Obszary chronionego krajobrazu
| - Chojnicko-Tucholski - Doliny Drwęcy - Doliny Osy i Gardęgi - Doliny Rzeki Kamionki - Doliny Rzeki Sępolenki - Drumliny Zbójeńskie - Jezior Rogowskich - Jezior Żędowskich - Jezior Żnińskich - Jeziora Skępskie - Jezioro Sarnowskie | - Lasów Miradzkich - Lasy Balczewskie - Łąk Nadnoteckich - Nadnotecki - Nadwiślański - Nizina Ciechocińska - Ozów Wielowickich - Północnego Pasa Rekreacyjnego Miasta Bydgoszczy - Północny Obszar Chronionego Krajobrazu - Rynny Jezior Byszewskich - Skarliński | - Strefy Krawędziowej Kotliny Toruńskiej - Strefy Krawędziowej Doliny Wisły - Śliwicki - Świecki - Wschodni OChK Borów Tucholskich - Wydm Kotliny Toruńsko-Bydgoskiej – cz. wschodnia - Wydm Kotliny Toruńsko-Bydgoskiej – cz. zachodnia - Wydm Śródlądowych na poł. od Torunia - Zalewu Koronowskiego - Zgniłka-Wieczno-Wronie - Źródła Skrwy |

### Zespoły przyrodniczo-krajobrazowe
- Torfowisko Messy
- Dolina Rzeki Prusiny
- Dolina Rzeki Ryszki
- Dolina Rzeki Sobińska Struga
- Jar przy Strudze Lubickiej
- Jezioro Piaseczyńskie
- Las Słupnicki
- Oz Tymawski
- Słupski Gródek nad Osą

## Leśne Kompleksy Promocyjne
Na obszarze RDLP Toruń utworzone zostały dwa spośród dziewiętnastu polskich Leśnych Kompleksów Promocyjnych:
- Leśny Kompleks Promocyjny Bory Tucholskie
- Leśny Kompleks Promocyjny Lasy Gostynińsko-Włocławskie.